# (5595) Roth
(5595) Roth (1991 PJ) – planetoida z pasa głównego asteroid okrążająca Słońce w ciągu 4,5 lat w średniej odległości 2,72 j.a. Odkryta 5 sierpnia 1991 roku.